# Estissac
Estissac je naselje in občina v severnem francoskem departmaju Aube regije Šampanja-Ardeni. Leta 1999 je naselje imelo 1.092 prebivalcev.

## Geografija
Naselje leži v pokrajini Šampanji ob reki Vanne, 22 km zahodno od središča departmaja Troyesa.

## Uprava
Estissac je sedež istoimenskega kantona, v katerega so poleg njegove vključene še občine Bercenay-en-Othe, Bucey-en-Othe, Chennegy, Fontvannes, Messon, Neuville-sur-Vanne, Prugny, Vauchassis in Villemaur-sur-Vanne s 5.264 prebivalci.
Kanton je sestavni del okrožja Troyes.
1. ↑  »Populations légales 2016«. Nacionalni inštitut za statistične in gospodarske raziskave. Pridobljeno 25. aprila 2019.